# Euphrasia amblyodonta
Euphrasia amblyodonta là loài thực vật có hoa thuộc họ Cỏ chổi. Loài này được Juz. mô tả khoa học đầu tiên năm 1923.